# Riddersholm
Riddersholm este o arie protejată (arie specială de conservare — SAC, sit de importanță comunitară — SCI) din Suedia întinsă pe o suprafață de 614,5 ha, integral pe uscat.

## Localizare
Centrul sitului Riddersholm este situat la coordonatele 59°42′40″N 19°02′09″E / 59.7111°N 19.0359°E.

## Înființare
Situl Riddersholm a fost declarat sit de importanță comunitară în ianuarie 1998 pentru a proteja 2 specii de plante și 1 specie de animale. Situl a fost protejat și ca arie specială de conservare în martie 2011.

## Biodiversitate
Situată în ecoregiunile boreală și marină baltică, aria protejată conține 9 habitate naturale: Pajiști fino-scandinave uscate până la mezice, bogate în specii de altitudine mică, Pășuni din zone de pădure fino-scandinave, Păduri caducifoliate bătrâne naturale hemiboreale fino-scandinave (Quercus, Tilia, Acer, Fraxinus sau Ulmus) bogate în specii epifite, Păduri fino-scandinave bogate în ierburi cu Picea abies, Pășuni de coastă din Baltica boreală, Recifuri, Pajiști din zone de pădure fino-scandinave, Pajiști cu Molinia pe soluri calcaroase, turboase sau argilos-nămoloase (Molinion caeruleae), Mlaștini alcaline.
La baza desemnării sitului se află mai multe specii protejate:
- plante (2): Buxbaumia viridis, moșișoare (Liparis loeselii)
- nevertebrate (1): Vertigo geyeri